# 毛利眞人
毛利 眞人（もうり まさと、1972年4月12日 - ）は、日本の音楽ライター、音楽史家、音楽蒐集家である。
専門は日本洋楽史およびレコード史研究。貴志康一、二村定一の再評価を進めたことで知られる。

## 人物・来歴
1972年（昭和47年）4月12日、岐阜県郡上郡八幡町（現在の同県郡上市八幡町）に生まれる。
高等学校在学中の1980年代末、地元紙にコラムを寄稿する活動を開始する(2004年まで寄稿)。この時代にはすでに名古屋の大須観音での骨董市に出没し、のちに復刻盤を手がけることになる青木晴子『ねえ興奮しちゃいやよ』のSPレコードはこの時期にすでに入手したという。その後、大阪芸術大学に進学するも2年次に中途退学し、中古レコード店に勤務する。20歳前後の時期にはすでに貴志康一をテーマに据えており、1992年（平成4年）2月7日付の岐阜新聞に掲載された「竹取物語」は、その初期の考察である。
満27歳を迎える1999年（平成11年）に発表された第6回「21世紀国際ノンフィクション大賞」（現在の小学館ノンフィクション大賞）に応募、『永遠の青年音楽家 貴志康一』が最終候補に残る。同作はのちに2006年（平成18年）12月、国書刊行会から上梓され、毛利の最初の単著となる。その間、2002年（平成14年）9月から『大阪人』で「貴志康一」全5回連載、2004年（平成16年）8月には『大阪の歴史』に「伝記 大阪の生んだ音楽家 貴志康一」を掲載、2003年（平成15年）3月4日、二村定一と貴志康一とレコードのサイト「毛利アーカイブス」を開設、これが現在に至る毛利の公式ウェブサイトとなる。同年は「エノケン生誕100年」に当たり、東京都江戸東京博物館で開かれた特集展示『エノケンとレビューの時代』の関連事業『エノケン映画の上映とトーク・セッション』において、同年11月2日に保利透とともにトーク・セッションに出演した。2001年（平成13年）から2011年（平成23年）まで、NHK大阪放送局製作のラジオ番組『関西発ラジオ深夜便』に「なつかしのSPレコード盤コーナー」を持ち、自らの蒐集したSPレコードから名曲をチョイス、解説・放送したほか、2006年にはMBSラジオのラジオ番組『ラジオの達人』で「毛利眞人のSP盤アワー」のコーナーを持つなど、関西の放送界での活動展開を行った。2007年（平成19年）5月7日には、関西大学で『SPレコードで聴く"クラシック入門"』が開かれ、毛利は講師として出演、レコードコンサートを行った。2008年（平成20年）9月9日 - 同年10月19日に大阪市立美術館で行われた佐伯祐三の特別展『没後80年記念 佐伯祐三展 パリで夭逝した天才画家の道』でのイヴェント『コンサート 佐伯祐三とその時代の音楽』として、会期中の同年9月15日には『蓄音機ライブ&トーク』として毛利が出演した。
2010年（平成22年）、保利透が私設サークルとして設立した「ぐらもくらぶ」に、瀬川昌久、岡田則夫、佐藤利明、小針侑起とともにサポートメンバーとして参加した。同年11月26日には単著『ニッポン・スウィングタイム』、2012年（平成24年）1月27日には単著『沙漠に日が落ちて 二村定一伝』をそれぞれ講談社から上梓する。2011年11月23日にビクターエンタテインメント（現在のJVCケンウッド・ビクターエンタテインメント）が発売した藤山一郎のコンピレーション・アルバム『ジャズを歌う』を第1作として「ニッポンモダンタイムスシリーズ」を開始、テイチクエンタテインメントではディック・ミネ『Empire of Jazz』（同年11月23日発売）ほか、キングレコードでは松島詩子『La Tanguista』（同年12月21日発売）ほか、日本コロムビアでは二村定一・天野喜久代ほか『SWING TIME 1928-1941』（2012年1月18日発売）ほか、ユニバーサルミュージックでは藤山一郎ほか『スウィング・パラダイス』（2014年1月22日発売）といった、各社レーベルを超えて、選曲、解説等を行なった。同年2月20日に放送された浜美枝のラジオ番組『浜美枝のいつかあなたと』（文化放送）にゲスト出演した。
「ぐらもくらぶ」はやがて保利の自主レーベルへと活動を進め、2012年3月11日に発売した二村定一のコンピレーション・アルバム『二村定一 街のSOS!』を発売し、レーベルとして本格起動した。毛利は同アルバムに監修・ライナーとして参加、以降、一部を除くほとんどのアルバムに監修・解説として参加する。2013年（平成25年）には大阪芸術大学博物館に半年間招かれ、同博物館に所有されるSPレコードのデータベース化、調査を行った。
2014年（平成26年）1月13日の午前2時25分ころ、大阪市中央区千日前の千日前通で軽自動車にひき逃げに遭い、骨盤骨折等の重傷を負った。以降、リハビリを経て回復、同年5月6日には、東京都江戸東京博物館で、ぐらもくらぶが同年4月27日にアルバム『大東京ジャズ』、同『六区風景 想ひ出の浅草』を発売したことを記念して、『蓄音機で聴く戦前日本のジャズ世界』『浅草六区と浅草オペラ・戦前の大衆芸能』『若きジャズマンらによる戦前モダンミュージック座談会』の三本立イヴェント『大東京モダンミュージックの世界』を同レーベル主催で行い、大谷能生、保利透、岡田則夫、小針侑起、片岡一郎らとともに出演した。
2016年2月5日にはNHK総合の番組『ファミリーヒストリー』(22:00 - 23:15)の『森山良子〜日系2世の父　2つの祖国のはざまで〜』に出演。2016年（平成28年）7月まで大阪市淀川区在住していたが、現在は東京都に在住。
2019年(令和元年)10月、ドイツ・ボン大学の片岡一郎コレクション・プロジェクトへ招聘研究員として招かれ、ワークショップ(10月18日,19日)と講演(同22日)を行なった。

## ビブリオグラフィ
国立国会図書館蔵書等にみる論考・単著・共著等の一覧である。

### 新聞雑誌等掲載論考
- 「ツルレコードの話」 : 岐阜新聞、1989年4月26日付
- 「茶目子の一日」 : 岐阜新聞、1989年8月22日付
- 「洒落男・二村定一」 : 岐阜新聞、1990年9月12日付
- 「日本のシューベルト」 : 岐阜新聞、1991年2月7日付
- 「アラビヤの唄」 : 岐阜新聞、1991年3月15日付
- 「ツルレコードの生き証人」 : 岐阜新聞、1991年3月25日付
- 「貴志康一の第九」 : 岐阜新聞、1991年12月9日付
- 「竹取物語」 : 岐阜新聞、1992年2月7日付
- 「"仏陀"にCD」 : 岐阜新聞、1994年10月3日付
- 「貴志康一」全5回 : 『大阪人』2002年9月号-2003年1月号連載、大阪都市協会、2002年9月 - 2003年1月発行
- 「ドイツで夢見た"音楽都市・大阪" 国際的芸術家・貴志康一」 : 産経新聞、2004年6月14日付
- 「伝記 大阪の生んだ音楽家 貴志康一」 : 『大阪の歴史』第64号所収、大阪市史編纂所、2004年8月発行、p.55-77.
- 「心斎橋に響いた自慢のバリトン 山田耕筰と大阪」 : 産経新聞、2005年4月4日付
- 「"大大阪"の技と美の粋 音楽家・貴志康一の映画『鏡』」 : 産経新聞、2005年11月21日付
- 「進駐軍以前のジャズ史 - ジャズアレンジの変遷」 : 『ユリイカ 特集 戦後日本のジャズ文化』第39巻第2号通巻第531号所収、青土社、2007年2月発行、p.182-196.
- 「CURATOR'S CHOICE/上映作品解説44『鏡』『春』」 : 『NFCニューズレター』第62号所収、東京国立近代美術館フィルムセンター、2005年8月-9月発行、p.1.[18]
- 「ユダヤ文化講座より レコードで辿る日本におけるクレズマー音楽の受容史」 : 『ナマール』第14号所収、神戸・ユダヤ文化研究会、2009年発行、p.7-22.
- 「音楽深邃 時代を駆け抜けた音楽家・貴志康一」 : 『紫明』第26号所収、紫明の会、2010年3月発行、p.78-81.
- 「日本人とジャズ」 : 国立国会図書館、歴史的音源(れきおん) 音源紹介、2017年2月21日掲載.[19]
- 「日本のオーケストラ録音史」 : 国立国会図書館、歴史的音源(れきおん) 音源紹介、2017年12月12日掲載.[20]

### 著書

#### 単著
- 『永遠の青年音楽家 貴志康一』国書刊行会、2006年 ISBN 4336048185 - 第6回小学館ノンフィクション大賞候補作
- 『ニッポン・スウィングタイム』講談社、2010年 ISBN 4062166224
- 『沙漠に日が落ちて 二村定一伝』講談社、2012年 ISBN 4062173913
- 『ニッポン エロ・グロ・ナンセンス　昭和モダン歌謡の光と影』講談社選書メチエ、2016年　ISBN 4062586401
- 『SPレコード入門 基礎知識から史料活用まで』スタイルノート、2022年 ISBN 4799801961
- 『幻のレコード　検閲と発禁の「昭和」』講談社、2023年 ISBN 406532257X

#### 監修
- 壱岐はる子『【ワイド復刻版 解説付】エロ・エロ東京娘百景』えにし書房、2017年　ISBN 4908073422

#### 共著
- 『モダン道頓堀探検』編著橋爪節也、創元社、2005年7月21日発行 ISBN 442225040X - 共著
- 『モダン心斎橋コレクション メトロポリスの時代と記憶』、編著橋爪節也、国書刊行会、2005年9月発行 ISBN 433604726X - 共著
- 『大大阪イメージ 増殖するマンモス/モダン都市の幻像』、編著橋爪節也、創元社、2007年12月発行 ISBN 4422250507 - 共著
  - 『大大阪行進曲』『"大大阪"と洋楽』を著述
- 『書影でたどる関西の出版100 明治・大正・昭和の珍本稀書』、創元社、2010年11月10日発行 ISBN 4422201530 - 共著
- 『映画「大大阪観光」の世界 昭和12年のモダン都市』、大阪大学総合学術博物館叢書4、大阪大学出版会、2009年 ISBN 487259214X - 共著
  - 『「大大阪観光」とその音楽』を著述
- 『浅草オペラ　舞台芸術と娯楽の近代』、編著杉山千鶴・中野正昭、森話社、2017年2月発行 ISBN 4864051089 - 共著
  - 『浅草オペラから舞踊小唄まで　佐々紅華の楽歴』を著述

## ディスコグラフィ
解説・選曲を行ったおもなCDリリースの一覧である。
- 『ロームミュージックファンデーション SPレコード復刻CD集 第2集 日本語版』、東伏見邦英ほか、日本音声保存、2006年1月18日発売 ASIN B000E1RJ54 - 寄稿「ベルリンの貴志」
- 『ジャズを歌う』（ニッポンモダンタイムスシリーズ）、藤山一郎、ビクターエンタテインメント、2011年11月23日発売 ASIN B005OSQMVO - 解説（ニッポンモダンタイムスシリーズ第1作）
- 『Empire of Jazz』（ニッポンモダンタイムスシリーズ）、ディック・ミネ、テイチクエンタテインメント、2011年11月23日発売 ASIN B005LI78GU - 解説
- 『唄の世の中 岸井明ジャズ・ソングス』（ニッポンモダンタイムスシリーズ）、岸井明、ビクターエンタテインメント、2011年12月21日発売 ASIN B005Z553NE
- 『La Tanguista』（ニッポンモダンタイムスシリーズ）、松島詩子、キングレコード、2011年12月21日発売 ASIN B005XOK90O - 保利透・淺井カヨとともに協力
- 『Sweet Voices ニッポンのスウィング・エラ KING&TAIHEI collection 1934-1942』（ニッポンモダンタイムスシリーズ）、林伊佐緒ほか、キングレコード、2011年12月21日発売 ASIN B005XOK8NM - 保利透・淺井カヨとともに協力
- 『SWING GIRLS 1935-1940』（ニッポンモダンタイムスシリーズ）、川畑文子ほか、テイチクエンタテインメント、2011年12月14日発売 ASIN B005V4GQR6 - 解説

- 『SWING TIME 1928-1941』（ニッポンモダンタイムスシリーズ）、二村定一・天野喜久代ほか、日本コロムビア、2012年1月18日発売 ASIN B0067MWTQ8 - 解説
- 『私の青空 二村定一ジャズ・ソングス』（ニッポンモダンタイムスシリーズ）、二村定一、ビクターエンタテインメント、2012年1月25日発売 ASIN B00699FTAW - 解説
- 『二村定一 街のSOS!』、二村定一、ぐらもくらぶ、2012年3月11日発売 ASIN B0070YAGGM - 監修・ライナー（ぐらもくらぶ第1作）
- 『大名古屋ジャズ』、黒田進ほか、ぐらもくらぶ、2012年7月29日発売 ASIN B008H1DC5Y - 監修・ライナー
- 『戦前ジャズ・コレクション テイチクインスト篇 1934-1944』、ディック・ミネ・エンド・ヒズ・セレナーダスほか、ぐらもくらぶ、2012年11月25日発売 ASIN B009Z6IW2S
- 『大名古屋軍歌』、大久良俊ほか、ぐらもくらぶ、2012年12月8日発売 ASIN B00A3QONMM - ライナー・曲目解説[3]
- 『ヴォルガ旅愁』、北廉太郎、ぐらもくらぶ、2013年6月30日発売 ASIN B00D843ZVG - ライナー
- 『大大阪ジャズ』、前野港造ほか、ぐらもくらぶ、2013年7月22日発売 ASIN B00DLZFQRS - 監修・解説
- 『スウィング・パラダイス』（ニッポンモダンタイムスシリーズ）、藤山一郎ほか、ユニバーサルミュージック、2014年1月22日発売 ASIN B00GN6JLLE - 選曲・解説
- 『ねえ興奮しちゃいやよ』、淡谷のり子ほか、ぐらもくらぶ、2014年1月26日発売 ASIN B00HA18R3O - 監修・解説
- 『大東京ジャズ』、ミッヂ・ウィリアムスほか、ぐらもくらぶ、2014年4月27日発売 ASIN B00J7FWNXG - 監修・解説
- 『續・大名古屋軍歌』、V.A., ぐらもくらぶ、2014年10月19日発売 ASIN B00NVIQYRQ - 寄稿[3]
- 『幻の大名古屋軍歌CDセット』、V.A., ぐらもくらぶ、2014年10月19日発売 ASIN B00NVIQZFW - ライナー・曲目解説/寄稿
- 『酔へば大将 酒とエッセイ 戦前篇』、バートン・クレーンほか、ぐらもくらぶ、2015年2月15日発売 ASIN B00SQZPZO2 - エッセイ・解説
- 『ミリタリズム　軍国ジャズの世界 1929-1942』、三根耕一ほか、ぐらもくらぶ、2015年7月5日発売 ASIN B00ZOD2HTA - 監修・解説
- 『戦前ジャズ歌謡全集・タイヘイ篇 1931-1940』、長谷川顕ほか、ぐらもくらぶ、2015年11月15日発売 ASIN B017923FH6 - 監修・解説
- 『思ひ直して頂戴な　昭和エロ歌謡外伝 1929-1934』、佐藤千夜子ほか、ぐらもくらぶ、2015年12月27日発売 ASIN B018TFTLO8 - 監修・解説
- 『帰ってきた街のSOS! 二村定一コレクション 1926-1934』、二村定一ほか、ぐらもくらぶ、2016年5月15日発売 ASIN B01DVFLI9C - 監修・解説
- 『浅草オペラからお伽歌劇まで　和製オペレッタの黎明』、高井ルビーほか、ぐらもくらぶ、2016年5月15日発売 ASIN B01DVG05AE - 監修・解説
- 『大名古屋クラシック』、中央交響管絃楽団ほか、ぐらもくらぶ、2016年5月29日発売 ASIN B01EII57AW - 監修・解説
- 『ニッポン・エロ・グロ・ナンセンス　モガ・モボ・ソングの世界』、羽衣歌子ほか、ビクターエンタテインメント、2016年9月28日発売 ASIN B01J0CLHVY - 監修・解説
- 『へたジャズ！　昭和戦前インチキバンド 1929-1940』、大津賀八郎ほか、ぐらもくらぶ、2017年12月31日発売 ASIN B077YD7MR3 - 監修・解説
- 『日本クリスタル　幻のジャズ・ポピュラー大全集〜1935〜』、服部良一、市川春代ほか、ぐらもくらぶ、2018年4月29日発売 ASIN B07C56WWW2 - 監修・解説
- 『ダンスリヨウ みんなで踊ろう昭和戦前民謡ジャズ』、丸山和歌子、玖瑪ナショナル五重奏団ほか、ぐらもくらぶ、2018年7月15日発売 ASIN B07DW1WF2K - 監修・解説
- 『令和元年・昭和元年　改元するとき聴こえたもの 1925〜1928』、河合ダンス、二村定一、水野康孝ほか、ぐらもくらぶ、2019年10月22日発売  ASIN B07YSQ81PS - 監修・解説
- 『泣いちゃいけない　丸山和歌子の部屋 1931〜1936 』、丸山和歌子、二村定一、阿部徳次ほか、ぐらもくらぶ、2019年12月29日発売  ASIN B082T2HCLD - 監修・解説
- 『レコード供養　復刻されない謎の音盤たち』、朝居丸子、小林千代子、亀井三郎、忠犬ハチ公、内田栄一ほか、ぐらもくらぶ、2020年5月24日発売  ASIN B088HF9MF5 - 監修・解説
- 『戦前ジャズ歌謡全集　続タイヘイ篇』、マイラッキーボーイ、長谷川顕、フランク須田、内本實ほか、ぐらもくらぶ、2020年9月2日発売  ASIN B08HN8NG5P - 監修・解説
- 『夜店レコード　禁断の戦前ジャズ音楽篇 1930-1937』、田中福夫、ユージニー宮下、灰田可勝、ヂョージ・アラワ、チェリー加美ほか、ぐらもくらぶ、2020年10月18日発売  ASIN B08KVN72L8 - 監修・解説
- 『二村定一とジャズ小唄　雨の中に歌ふ』、二村定一、榎本健一、佐藤千夜子、青木晴子ほか、ぐらもくらぶ、2020年11月25日発売  ASIN B08JK5PRMS - 監修・解説
- 『戦前ジャズ歌謡全集　續々タイヘイ篇』、濱口淳、ミス・タイヘイ、ミッキイ松山、シキ皓一、澤雅子ほか、ぐらもくらぶ、2021年2月14日発売  ASIN B08VNT13C1 - 監修・解説
- 『ニッポン・スウィングタイム  戦前ジャズ音楽 vol.1』、作間毅、二村定一、ヘレン隅田、藤山一郎、江戸川蘭子、灰田勝彦ほか、ビクターエンタテインメント、2021年7月7日発売  ASIN B0937WCFTX - 監修・解説
- 『戦前ジャズ歌謡全集　ニットー篇』、天野喜久代、井上起久子、内海一郎、唄川幸子、奥田英子、志村道夫ほか、ぐらもくらぶ、2022年3月13日発売  ASIN B09T9X4KJY - 監修・解説
- 『山賊の合唱　リズム・ボーイズの世界 1934-1939』、ポリドール・リズム・ボーイズ、榎本健一、東海林太郎、スリー・シスターズ、ハリキリ・ボーイズほか、ぐらもくらぶ、2022年12月30日発売  ASIN B0BQQR1184 - 監修・解説
- 『ニッポン・スウィングタイム  戦前のジャズ音楽 vol.2』、ヘレン隅田、藤山一郎、岸井明、加美可那子、能勢妙子、糸井しだれほか、ビクターエンタテインメント、2024年8月21日発売  ASIN B0D7PPFHT8 - 監修・解説